# Santuario della Madonna di San Tomaso
Il santuario della Madonna di San Tomaso, denominato anche come chiesa del Santo Nome di Maria, è una chiesa sussidiaria della parrocchia di Orti, frazione del Comune di Bonavigo, in provincia e diocesi di Verona; fa parte del vicariato di Legnago, precisamente dell'Unità Pastorale Legnago sinistra Adige.

## Storia
Il santuario, costruito sull’argine sinistro dell’Adige, è intitolato a San Tommaso Becket, Vescovo di Canterbury martire.
La località, a suo tempo al confine fra i territori di Porto di Legnago e Bonavigo, è spesso citata nelle antiche carte come limite per i tratti di manutenzione su cui aveva giurisdizione ai tempi della Repubblica di Venezia la magistratura dei Giudici sopra i dugali.
La prima citazione del santuario è del 1425, quando una commissione di persone incaricate dal Comune di Verona giunse a Bonavigo per collaudare una palificata fatta ‘’supra ecclesiam S. Tomaxii in contrata et pertinentia de Orti’’. A quei tempi il luogo di culto era dipendente dal monastero di San Giorgio in Braida.
Il titolo della chiesetta, visto che S. Tomaso fu canonizzato nel 1173, fa ipotizzare che essa esistesse da molto tempo. Anche a Verona era stata costruita una chiesa in onore del Vescovo inglese.
La posizione della chiesa, forse lì eretta come richiesta di protezione nei confronti del fiume, recava problemi in caso di lavori per mettere in sicurezza gli argini. Già nelle visite pastorali del Vescovo di Verona Gian Matteo Giberti, nella prima metà del Cinquecento, si insiste sulla pericolosità del luogo in caso di rotta dell’Adige.

Nel 1667, su richiesta del Consiglio di Verona, il Collegio sopra la custodia dell’Adige e del Bussetto decide di cercare un accordo con i Padri del monastero veneziano di San Giorgio in Alga per demolire la chiesa. Non si sa cosa successe, cioè se si è rinunciato alla demolizione per l’opposizione della popolazione locale o se sia stata abbattuta e ricostruita poco distante. L’unica cosa certa è l’informazione del parroco di Orti, don Sisto Ghiselli, che parla della chiesa di San Tomaso, posta sotto la cura della sua parrocchia, che fu restaurata e benedetta nel 1681. Qualcosa è avvenuto, visto che si passo dà uno a due altari, fu probabilmente sopraelevata e venne introdotta la nuova intitolazione alla Beata Vergine Maria.

Proprio in questo periodo, precisamente nel 1680, la zona viene acquistata dalle monache di Santa Caterina in Venezia.
Le visite pastorali settecentesche dimostrano la venerazione dei locali. Nell’ottobre 1704 al Vescovo di Verona Gianfrancesco Barbarigo viene detto che l’immagine della Madonna presente sull’altare è miracolosa e il popolo accorre numeroso in preghiera. Questo, forse, portò il cappellano della chiesa ad assumersi diritti che non aveva, come confessare e celebrare la Messa la domenica, cose che il Barbarigo disapprovò.

Dalla visita pastorale del 1765 si conosce che uno dei giorni più legati alla devozione popolare erano la Domenica in Albis, quando si faceva una processione dalla chiesa parrocchiale di Orti al santuario, e il giorno del Santissimo Nome di Maria, festeggiato con funzioni religiose e la possibilità di ottenere l’indulgenza plenaria.
Nel 1806 (o 1808) il Demanio assume i beni del monastero di Santa Caterina, proprietario della zona e, di conseguenza, anche del santuario, ma l’intervento del parroco e della popolazione di Orti impedì tale passaggio, facendo sì che il luogo di culto rimanesse una chiesa sussidiaria di Sant’Andrea Apostolo. 
Dal 2005 la chiesa è proprietà del Demanio con convenzione per l’utilizzo a favore della parrocchia di Orti

## Descrizione

### Esterno
La facciata a capanna, rivolta verso l’Adige, cioè ad ovest, ripartita in tre parti da paraste, presenta il portale rettangolare tufaceo di gusto barocco, a cui si accede scendendo alcuni gradini rispetto all’argine. Al centro della facciata una finestra rettangolare introduce la luce naturale nell’edificio, mentre sopra il tutto viene chiuso da un timpano con tre pinnacoli ai vertici con sopra delle Croci metalliche.

### Interno
Il piccolo ambiente, ad aula unica, ha le pareti intonacate e tinteggiate, con una semplice cornice in stucco in alto. 
Sul lato sud, in alto, vi è una finestra rettangolare, mentre due finestre polilobate sono sulle pareti laterali del presbiterio, introducendo così la luce naturale nella chiesetta.
L’aula ha un controsoffitto piano in canniccio intonacato, mentre il vano del presbiterio è coperto da una volta a crociera con dipinto il cielo stellato.
Il pavimento dell’aula è costituito da lastre quadrate e rettangolari in marmo rosso Verona, nembro rosato e marmo biancone, mentre al centro vi è un motivo ornamentale a doppia stella ad otto punte in marmo rosso Verona e pietra bianca. Il presbiterio ha una pavimentazione in marmo biancone con motivi ornamentali ad intarsio in marmi policromi (rosso Verona, giallo e nero); nel coro il pavimento è a quadrotte alternate di marmo rosa e nembro bianco-rosato collocato a corsi diagonali.
Le pareti della chiesa presentano dodici tele del XVIII secolo, all’interno di cornici in gesso, con scene della vita della Beata Vergine Maria e numerosi ex voto, anche se i più preziosi, dipinti su legno della prima metà del Settecento alla metà del Novecento, oggi vengono conservati in parrocchia ad Orti e portati solo in occasione della festa del santuario. Nei più antichi, assieme alla Madonna, in un paio è presente anche San Giovanni Nepomuceno, protettore verso i pericoli delle acque.
Nel presbiterio è collocato l’altare maggiore settecentesco, in marmi policromi, nella cui nicchia è collocata l’immagine seicentesca della Vergine col Bambino. Al centro del paliotto vi è l’immagine di Santa Caterina d'Alessandria, a ricordare il monastero proprietario del luogo.

Dalle due porticine laterali rispetto all’altare si accede al coro.

## Campanile e campane
Il campanile è addossato alla parete meridionale del santuario, all’altezza del presbiterio, nei pressi della porta laterale destra. Avente base quadrata, nel fusto presenta alcune tamponature, conseguenza della sua sopraelevazione avvenuta nella seconda metà del Seicento.

La cella campanaria presenta monofore con archi a tutto sesto, una per lato, mentre la copertura è composta da quattro falde in coppi di laterizio.
Il concerto campanario presente oggi sulla torre è composto da 3 campane in MI4, montate veronese e manuali.
Questi i dati del concerto:
1 – MI4 – diametro 565 mm - peso 97 kg - Fusa nel 1910 da Cavadini di Verona.
2 – FA#4 – diametro 510 mm - peso 70 kg - Fusa nel 1910 da Cavadini di Verona.
3 – SOL#4 – diametro 450 mm – peso 47 kg - Fusa nel 1910 da Cavadini di Verona.

## La fiera
La venerazione per la Madonna di San Tomaso, oltre che negli ex voto, trova testimonianza nella fiera che ancora oggi si tiene intorno alla seconda domenica di settembre nello spazio retrostante il santuario.
A suo tempo durava tre giorni e vi era anche una fiera del bestiame, mentre devoti anche dal rodigino e dal padovano arrivavano per lucrare l’indulgenza plenaria.
Si dice che i frequentatori più affezionati della fiera fossero i barcaioli, in particolare quelli che trasportavano la ghiaia estratta dal letto dell’Adige nelle anse fra Albaredo d'Adige e Zevio.